# Nemia zebra
Nemia zebra är en insektsart som beskrevs av Bo Tjeder 1967. Nemia zebra ingår i släktet Nemia och familjen Nemopteridae. Inga underarter finns listade i Catalogue of Life.